# Forțele Terestre Române
„Forțele Terestre Române” este numele unei părți din cadrul Armatei Române. Având tot echipamentul revizuit recent, azi aceste forțe sunt bine echipate, România fiind astfel unul dintre cei mai importanți noi membri ai NATO.
Forțele Terestre Române au participat la primul război mondial, împreună cu forțele Imperiului Rus, în acțiuni împotriva Puterilor Centrale și au câștigat decisiv luptele de la Mărăști și Mărășești. În timpul celui de-al doilea război mondial (până la 23 august 1944) România, cu sprijinul forțelor puterilor Axei, a luptat împotriva Uniunii Sovietice pe Frontul de Est. Din august 1944 până la sfârșitul războiului, România a luptat împotriva Germaniei naziste, sub controlul Uniunii Sovietice. Odată cu invazia sovietică, comuniștii au preluat puterea, astfel încât, după cel de-al doilea război mondial, armata a fost reorganizată și sovietizată.
După Revoluția română din 1989, din cauza lipsei de fonduri, multe unități au fost desființate și multe echipamente au fost eliminate. De asemenea, capacitatea militarilor români a scăzut din cauza lipsei de combustibil, precum și de formare. Cu toate acestea, de la finele anilor 1990, au venit un număr de schimbări pozitive și nivelul de pregătire este în creștere; începând cu anul 1996, bugetul militar a crescut mai mult de patru ori - în creștere de la 636 de milioane de dolari la 2.8 miliarde de dolari în 2007. Recrutarea a fost desființată, iar în prezent are loc procesul de profesionalizare a unităților. Planul de modernizare a echipamentelor s-a încheiat la sfârșitul anului 2007.

## Dotare
| Model                                     | Imagine                 | Origine                     | Tip                                     | Variante                                                                     | Cantitate               | Detalii |
| Tanc principal de luptă                   | Tanc principal de luptă | Tanc principal de luptă     | Tanc principal de luptă                 | Tanc principal de luptă                                                      | Tanc principal de luptă | Tanc principal de luptă |
| ----------------------------------------- | ----------------------- | --------------------------- | --------------------------------------- | ---------------------------------------------------------------------------- | ----------------------- | --- |
| TR-85                                     |                         | România                     | Tanc principal de luptă                 | TR-85 TR-85M1 Bizon                                                          | ~300 54                 | Principalul tanc de luptă din armata română. |
| TR-580                                    |                         | România                     | Tanc principal de luptă                 | TR-580                                                                       | ~100                    | Variantă românească a tancului sovietic T-55 |
| T-55                                      |                         | Uniunea Sovietică           | Tanc principal de luptă                 | T-55AM T-55AM2                                                               | 100+                    | |
| Vehicule de luptă ale infanteriei         |                         |                             |                                         |                                                                              |                         | |
| MLI-84                                    |                         | România                     | Mașină de luptă a infanteriei           | MLI-84 MLI-84M Jder                                                          | 23 101                  | BMP-1 modificat construit sub licență . MLI-84M este o variantă modernizată echipată cu un tun 25 mm Oerlikon și rachete Spike. |
| Transportoare blindate                    |                         |                             |                                         |                                                                              |                         | |
| MLVM                                      |                         | România                     | Transportor blindat pentru trupe        | MLVMMLVM MMLVM-ARABALAmbulanță                                               | 70-75                   | Mașină de luptă a infanteriei pentru terenuri muntoase. Este clasificat de către ONU ca un transportor blindat din cauza blindajului și armamentului ușor. Este folosit de către vânători de munte . |
| TAB B33 Zimbru                            |                         | România                     | Transportor blindat pentru trupe        |                                                                              | 65                      | BTR-80 produs in România sub licență cu un număr de modificări. |
| TAB-77                                    |                         | România                     | Transportor blindat pentru trupe        | TAB-77MTAB-77ATAB-77A-PCOMATERA-77L                                          | ~150                    | BTR-70 modificat produs în România. |
| TAB-71                                    |                         | România                     | Transportor blindat pentru trupe        | TAB-71MTAB-71ATAB-71ARTERA-71L                                               | 669                     | BTR-60 fabricat sub licență. Urmează să fie înlocuit prin programul național „Transportor blindat pentru trupe 8×8.” 150 active |
| TABC-79                                   |                         | România                     | Transportor blindat pentru trupe        | TAB-CTAB-79A-PCOMATAB-79AR                                                   | 350+                    | |
| MT-LB                                     |                         | Uniunea Sovietică           | Transportor blindat pentru trupe        | SNAR-10 "Jaguar" SNAR-10M "Pantera"                                          | 10                      | Radar de artilerie |
| Mowag Piranha                             |                         | Elveția                     | Transportor blindat pentru trupe        | Piranha IIIC                                                                 | 45                      | Cu blindaj îmbunătățit de către Plasan Sasa (Israel) |
| Mowag Piranha                             |                         | Elveția România             | Transportor blindat pentru trupe        | Piranha V                                                                    | 40                      | 224 de unități comandate, primele 5 au sosit în 2017,iar 36 au sosit de la fabrica MOWAG din Elveția in 13 februarie 2020 , urmând că 3 zile mai târziu să ajungă în România intrând în dozaj. O parte vor fi asamblate în România. |
| Vehicule blindate cu multiple utilizări   |                         |                             |                                         |                                                                              |                         | |
| HMMWV                                     |                         | Statele Unite ale Americii  | Vehicul blindat cu multiple utilizări   | M1113M1114                                                                   | 30020+                  | M1114 cu blindaj îmbunătățit; Este folosit de către trupele ISAF în Afghanistan |
| URO VAMTAC                                |                         | Spania                      | Vehicul blindat cu multiple utilizări   | S3S3-HD                                                                      | 6040                    | Folosit de către Forțele pentru Operații Speciale |
| Autoblindat Wolf                          |                         | Israel                      | Vehicul blindat cu multiple utilizări   |                                                                              | ~5                      | Folosite de către poliția militară |
| Panhard PVP                               |                         | Franța                      | Vehicul blindat cu multiple utilizări   |                                                                              | 15+                     | 6 urmează să fie livrate în 2015 |
| Cougar                                    |                         | Statele Unite ale Americii  | MRAP                                    | Cougar HE                                                                    | 5                       | Puse la dispozitie de Statele Unite, folosite de geniști în Afganistan |
| Oshkosh M-ATV                             |                         | Statele Unite ale Americii  | MRAP                                    | M-ATV                                                                        | 10-30                   | Puse la dispozitie de Statele Unite, folosite de trupele ISAF în Afganistan |
| International MaxxPro                     |                         | Statele Unite ale Americii  | MRAP                                    | MaxxPro Dash                                                                 | 60                      | Puse la dispozitie de Statele Unite, folosite de trupele ISAF în Afganistan |
| Vehicule genistice                        |                         |                             |                                         |                                                                              |                         | |
| DMT-85M1                                  |                         | România                     | Vehicul blindat specializat de geniu    |                                                                              | 5                       | Vehicul blindat specializat de geniu bazat pe șasiul de la TR-85M1 cu o macara de 6.5 tone și un plug de curățare a minelor de tipul Pearson's TWMP . 5 au fost construite între anii 2007 și 2009 |
| TER TR-85                                 |                         | România                     | Vehicul de recuperare blindat           |                                                                              | 5+                      | Bazat pe șasiul de la TR-85. Urmează să fie inlocuite cu o versiune nouă bazată pe șasiul de la TR-85M1 |
| TEHEVAC MLI-84M                           |                         | România                     | Vehicul de recuperare blindat           |                                                                              | 10+                     | Bazat pe șasiul de la MLI-84M. Motor de 400 CP și macara cu sarcina maximă de 2,2 tone |
| BPZ-2                                     |                         | Germania                    | Vehicul de recuperare blindat           |                                                                              | ~5                      | Primit împreună cu Gepard SPAAG de la KMW |
| PMA                                       |                         | Republica Democrată Germană | Vehicul blindat lansator de poduri      | BLG-67M                                                                      | 5                       | Urmează a fi înlocuite cu o versiune bazată pe șasiul de la TR-85M1. Utilizate de către unitățile de geniu. |
| NX 7 B3                                   |                         | România Franța              | Excavator de tranșee                    |                                                                              | 10-15                   | Utilizate de către unitățile de geniu |
| MFRD                                      |                         | Franța                      | Mașină de forat rapid pentru distrugeri |                                                                              | 10+                     | Utilizate de către unitățile de geniu |
| AMT 125                                   |                         | România                     | Macara                                  |                                                                              | 20+                     | Utilizate de către unitățile de geniu |
| AMT 950                                   |                         | România                     | Macara                                  |                                                                              | 5+                      | Utilizate de către unitățile de geniu |
| Autogreder                                |                         | România                     | Autogreder                              | AG-180                                                                       | ~10                     | Utilizate de către unitățile de geniu |
| Autoîncărcător                            |                         | România                     | Autoîncărcător                          |                                                                              | ~5                      | Utilizate de către unitățile de geniu |
| Buldozer                                  |                         | România                     | Buldozer                                | S.1500L.S.                                                                   | 5-10                    | Utilizate de către unitățile de inginerie militare |
| VW Transporter                            |                         | Germania                    | Furgonetă                               | SIBCRA                                                                       | 35+                     | Autospeciala SIBCRA ce permite prelevarea agenților chimici, biologici și radiologici, identificarea agenților chimici și radiologici, monitorizarea stand-off a agenților chimici și radiologici, transportul probelor în siguranță, decontaminarea imediată a echipamentelor de protecție a echipamentelor de protecție individuală. |
| Vehicule neblindate cu multiple utilizări |                         |                             |                                         |                                                                              |                         | |
| Chevrolet LSSV Tahoe                      |                         | Statele Unite ale Americii  | Vehicul de comandă 4x4                  |                                                                              | 13                      | Echipat cu radio Harris. |
| Land Rover Defender                       |                         | Regatul Unit                | Vehicul 4x4                             |                                                                              | Necunoscut              | Folosite de poliția militară în Bosnia și Herțegovina ca parte din SFOR |
| ARO 24                                    |                         | România                     | Vehicul 4x4                             | 243D244D 241                                                                 | 2000+                   | Folosit ca și mașină de transport, stație radio și o versiune blindată dotată cu o mitralieră. |
| Rocar TV                                  |                         | România                     | Vehicul de transport ușor               | TV-12 TV-52 Tv-12F                                                           | Necunoscut              | În numere mici, o parte stocate. |
| Dacia Duster                              |                         | România                     | Vehicul 4x4                             |                                                                              | Necunoscut              | Număr în creștere, un număr mic modificate pentru folosirea CBRNE. |
| Polaris ATV                               |                         | Statele Unite ale Americii  | ATV                                     | Ranger 6x6 Sportsman 4x4                                                     | 10                      | Ranger 6x6 folosite de Fortele Speciale. |
| Camioane                                  |                         |                             |                                         |                                                                              |                         | |
| DAC                                       |                         | România                     | Autocamion                              | 665T/G 6×6443T 4×4887R 8×811.154 4×412.135 6×615.240 6×616.220 4×431.310 8×8 | 470-530                 | Șasiul de la DAC 665T este folosit și pentru aruncătorul de proiectile APR-40 iar varianta îmbunătățită APRA-40 folosește șasiul de la DAC 15.215 DFAEG |
| ROMAN                                     |                         | România                     | Autocamion                              | 16.310 FAEG22.310 DFAEG26.360 DFAEG26.410 DFAEG                              | 160+                    | Folosit ca șasiu pentru LAROM, ATROM și ca vehicul de transport |
| ZIL 131                                   |                         | Uniunea Sovietică           | Autocamion                              |                                                                              | ~50                     | Vehicul de transport pentru rachetele S75-M3 "Molhov". Probabil în stoc. Folosit și ca stație radio și vehicul de transport. |
| IVECO                                     |                         | Italia                      | Autocamion                              |                                                                              | 395+                    | Număr în creștere după ce au fost cumparate încă 173 autocamioane, modele 6x6.În total au fost comandate 942 |

### Echipament specialgenistic
| Model        | Imagine      | Tip                  | Origine      | Cantitate    | Detalii |
| Ambarcațiuni | Ambarcațiuni | Ambarcațiuni         | Ambarcațiuni | Ambarcațiuni | Ambarcațiuni |
| ------------ | ------------ | -------------------- | ------------ | ------------ | --- |
| DPM-4        |              | Plantator de mine    | România      | Necunoscut   | Tractate de autocamioane DAC 6×6. Utilizate de către unitățile de geniu.                                                                                                  |
| BP-10        |              | Barcă de asalt       | România      | Necunoscut   | Capacitate: 10 soldați |
| Zodiac MK3   |              | Barcă de asalt       | Franța       | Necunoscut   | Echipat cu un motor Evinrude Etec de 50 CP. |
| PR-71        |              | Pod de pontoane      | România      | Necunoscut   | Utilizate de către unitățile de geniu |
| ST 140       |              | Șalupă blindată      | România      | Necunoscut   | 3,5 tone, blindaj de 8–10 mm, motor de 140 CP. Utilizate de către unitățile de geniu pentru remorcarea pontoanelor; de asemenea, ele pot transporta până la 20 de soldați |
| MLC 240      |              | Barjă autopropulsată | România      | 4            | Utilizate de către unitățile de geniu |
| MLC 300      |              | Feribot              | România      | 4            | Utilizate de către unitățile de geniu |

### Artilerie
| Model                 | Imagine  | Calibru                                     | Origine                    | Cantitate  | Detalii |
| Mortiere              | Mortiere | Mortiere                                    | Mortiere                   | Mortiere   | Mortiere |
| --------------------- | -------- | ------------------------------------------- | -------------------------- | ---------- | --- |
| M 1988                |          | 60mm                                        | România                    | Necunoscut | Există două versiuni 2001: o versiune commando și o versiune cu raza marită                                    |
| M 1977                |          | 82mm                                        | România                    | 1.214      | Disponibil și cu calibrul de 81 mm.                                                                            |
| M 1982                |          | 120mm                                       | România                    | 320        | |
| Obuziere              |          |                                             |                            |            | |
| M82                   |          | 76mm                                        | România                    | 154        | Obuziere folosite de unități de vânători de munte. Bazat pe tunul iugoslav de 76 mm M48 (B-1) poreclit „Tito". |
| M30                   |          | 122mm                                       | Uniunea Sovietică          | 310        | |
| M81                   |          | 152mm                                       | România                    | 320 (est.) | Construit pe baza Obuzierului sovietic 152 mm M1955 (D-20).                                                    |
| M85                   |          | 152mm                                       | România                    | 116        | Variantă a obuzierului M81, având performanțe similare cu obuzierul 2A65 "Msta-B" de 152mm.                    |
| Lansatoare de rachete |          |                                             |                            |            | |
| HIMRAS                |          | Lansator Multiplu de Rachete cu Bataie Mare | Statele Unite ale Americii | ~30        | Doua batalioane la Focșani si Constanța                                                                        |
| LAROM                 |          | Aruncător de proiectile reactive            | România Israel             | 54         | Are la bază aruncătorul APRA-40.                                                                               |
| APR 40                |          | Aruncător de proiectile reactive            | România                    | 100+       | Varianta românească îmbunătățită a sistemului sovietic BM-21 Grad; dezvoltat mai târziu în APRA-40.            |

### Armament antitanc
| Model                                     | Imagine         | Tip                                       | Origine           | Număr           | Detalii                                                                                                |
| Tunuri tractate                           | Tunuri tractate | Tunuri tractate                           | Tunuri tractate   | Tunuri tractate | Tunuri tractate                                                                                        |
| ----------------------------------------- | --------------- | ----------------------------------------- | ----------------- | --------------- | --- |
| M 1975/77                                 |                 | Tun antitanc de 100mm tractat             | România           | 208             | Dotat cu sistem modern de control al focului de zi și noapte                                           |
| Vehicule de lansare a rachetelor antitanc |                 |                                           |                   |                 | |
| 9P122 "Malyutka"                          |                 | Vehicule de lansare a rachetelor antitanc | Uniunea Sovietică | 100 (est.)      | 12 9P122 Sagger B și 78 9P133 Sagger C                                                                 |
| 9P148 "Konkurs"                           |                 | Vehicule de lansare a rachetelor antitanc | Uniunea Sovietică | 50              | Capabil să lanseze și rachete 9K111 Fagot                                                              |
| Lansatoare de rachete portabile           |                 |                                           |                   |                 | |
| Spike                                     |                 | lansator antitanc                         | Israel            | 3000            | Spike ER siSpike LR.Folosit pe MLI-84M Jderul, IAR 330 Puma SOCAT si portabile pentru trupele terestre |
| AG-7                                      |                 | Lansator de rachetă                       | România           | Necunoscut      | Versiunea românească a RPG-7; armă antitanc standard al infanteriei la nivelul micilor unități         |
| AG-9                                      |                 | Pușcă fără recul de 73mm                  | România           | Necunoscut      | Versiunea românească a SPG-9; montată uneori pe vehicule ARO 4×4                                       |
| 9K111 Fagot                               |                 | Rachetă antitanc                          | Uniunea Sovietică | Necunoscut      | Achiziționat în anii 1980                                                                              |
| M72A5 LAW                                 |                 | Rachetă antitanc                          | Norvegia          | 24              | Achiziționat de la Nammo Raufoss AS, Norvegia. Utilizat de forțele speciale                            |

### Armament antiaerian
|                       |         |                                         |                   |       | |
| Model                 | Imagine | Tip                                     | Origine           | Număr | Detalii |
| Artilerie antiaeriană |         |                                         |                   |       | |
| ZU-2                  |         | Mitralieră antiaeriană 2×14,5mm         | România           | 60+   | Versiune de producție românească. Există și versiunea de 4x14,5mm denumit MR-4, în esență un ZPU-4, dar cu două roți                 |
| M 1980/88             |         | Tun antiaerian de 2×30mm                | România           | 300   | |
| Oerlikon GDF-203      |         | Tun antiaerian de 2×35mm                | Elveția           | 72    | |
| Gepard SPAAG          |         | sistem antiaerian autopropulsat blindat | Germania          | 36    | Și 7 vehicule pentru piese de schimb                                                                                                 |
| Rachete sol-aer       |         |                                         |                   |       | |
| 2K12 Kub              |         | Sistem de rachete sol-aer               | Uniunea Sovietică | 40    | 8 baterii |
| 9K33 OSA              |         | Sistem de rachete sol-aer               | Uniunea Sovietică | 28    | 4 baterii de 9K33M3 tip "OSA-AKM" (16 9A33B TELAR și 8 vehicule 9T217)                                                               |
| CA-95                 |         | Complex antiaerian propulsat            | România           | 48    | Licență pe baza 9K31 Strela-1 (cod NATO: SA-9 „Gaskin") folosește vehicul de fabricație românească TABC-79 în loc de BRDM-2 sovietic |
| CA-94                 |         | Rachetă portabilă                       | România           | 288   | Include versiunea modernizată CA-94M                                                                                                 |

### Armament de infanterie
| Model                    | Imagine  | Calibru                | Tip                          | Origine                    | Detalii |
| Pistoale                 | Pistoale | Pistoale               | Pistoale                     | Pistoale                   | Pistoale |
| ------------------------ | -------- | ---------------------- | ---------------------------- | -------------------------- | --- |
| Pistol TT                |          | 7.62mm                 | Pistol                       | România                    | Pistol Tula-Tokarev, model 1933 (1952-1972) |
| Pistol Md. 1995          |          | 9mm                    | Pistol                       | România                    | A nu se confunda cu modelul Carpați 1994 |
| Pistol Md. 2000          |          | 9mm                    | Pistol                       | România                    | Variantă modernizată a pistolului semiautomat md. 1995 |
| Glock 17                 |          | 9mm                    | Pistol                       | Austria                    | Folosit de trupele speciale și trupele în misiuni |
| Pistoale-mitralieră      |          |                        |                              |                            | |
| HK MP5                   |          | 9mm                    | Pistol-mitralieră            | Germania                   | Folosit de forțele speciale |
| HK UMP9                  |          | 9mm                    | Pistol-mitralieră            | Germania                   | Folosit de forțele speciale |
| Uzi                      |          | 9mm                    | Pistol-mitralieră            | Israel                     | MiniUzi folosit de poliția militară |
| Arme de asalt            |          |                        |                              |                            | |
| PA md. 86                |          | 5.45×39mm              | Pușcă de asalt               | România                    | Pușcă standard folosită de armată pe teatre de operațiuni. |
| PM Md. 1963              |          | 7.62×39mm              | Pușcă de asalt               | România                    | Dotare pentru rezerviștii Marinei și Armatei. |
| NAT 1                    |          | 5.56×45mm NATO         | Pușcă de asalt               | România                    | Folosită de armată, scafandri, poliție. |
| PA Md. 2000              |          | 5.56×45mm NATO         | Pușcă de asalt               | România                    | Folosită de armată, forțele speciale. |
| Heckler & Koch G36       |          | 5.56×45mm NATO         | Pușcă de asalt               | Germania                   | Folosită de trupele speciale. |
| SIG 551 LB               |          | 5.56x45mm NATO         | Pușcă de asalt               | Elveția                    | Folosită de trupele speciale. |
| Steyr AUG                |          | 5.56x45mm NATO         | Pușcă de asalt               | Austria                    | Folosită de trupele speciale. |
| M4A1                     |          | 5.56×45mm              | Pușcă de asalt               | Statele Unite ale Americii | Folosită de trupele speciale. |
| Beretta ARX160           |          | 5.56×45mm              | Pușcă de asalt               | Italia România             | Armata Română a ales modelul ARX 160 A3 pentru a înlocui vechile AKM-uri ale Forțelor Terestre Române. Producția ar trebui să înceapă în toamna anului 2019 la Uzina Plopeni (ROMARM). |
| Puști-mitraliere         |          |                        |                              |                            | |
| PM md. 93                |          | 5.45x39mm              | Pușcă-mitralieră             | România                    | Versiunea românească a RPK-74 |
| PM md. 64                |          | 7.62x39mm              | Pușcă-mitralieră             | România                    | Versiunea românească a RPK, standard LMG |
| M249                     |          | 5.56x45mm NATO         | Pușcă-mitralieră             | Statele Unite ale Americii | Versiunea americană a FN MINIMI. Folosită de trupele speciale |
| Mitraliere               |          |                        |                              |                            | |
| Vektor SS-77             |          | 7.62x51mm NATO         | Mitralieră                   | Africa de Sud              | SS-77 MK1 |
| Mitraliera md. 66        |          | 7.62x54mmR             | Mitralieră                   | România                    | Versiunea românească a PKM, standard GPMG |
| M240                     |          | 7.62x51mm NATO         | Mitralieră                   | Statele Unite ale Americii | Montate pe HMMWV. |
| Mitraliere grele         |          |                        |                              |                            | |
| Browning M2HB QCB        |          | .50 BMG                | Mitralieră grea              | Statele Unite ale Americii | Montată pe vehicule; în număr mic |
| DȘK                      |          | 12.7×108mm sau .50 BMG | Mitralieră grea              | România                    | De obicei montat pe vehicule, tancuri sau pe tripod |
| Puști cu lunetă          |          |                        |                              |                            | |
| PSL                      |          | 7.62x54mmR             | Pușcă semiautomată cu lunetă | România                    | Aspect similar SVD-ului rusesc, dar bazat pe mecanismul AK-47; disponibil și în 7.62x51mm NATO                                                                                         |
| ArmaLite AR-10 SuperSASS |          | 7.62x51mm NATO         | Pușcă cu lunetă              | Statele Unite ale Americii | Folosită de trupele speciale |
| Brügger & Thomet APR     |          | 7.62x51mm NATO         | Pușcă cu lunetă              | Elveția                    | Folosită de trupele speciale |
| Barrett M82              |          | .50 BMG                | Pușcă anti-material          | Statele Unite ale Americii | Folosită de trupele speciale |
| Grenade                  |          |                        |                              |                            | |
| AG-40                    |          | 40mm                   | Lansator de grenade          | România                    | Versiunea P in 40x47mm și versiunea PN in 40x46mm NATO |
| F-1                      |          |                        | Grenadă defensivă            | România                    | |
| RG-42                    |          |                        | Grenadă ofensivă             | România                    | |
| RKG-3                    |          |                        | Grenadă antitanc             | România                    | Versiunea RKG-3E (EM) |
| GMM                      |          |                        | Grenadă multifuncțională     | România                    | Variante defensivă, ofensivă și HEAT. |

### Mine
| Model   | Imagine | Tip                                        | Origine | Cantitate  | Detalii                                                     |
| ------- | ------- | ------------------------------------------ | ------- | ---------- | ----------------------------------------------------------- |
| MAI-75  |         | Mine activate pe bază de presiune          | România | 1940       | Folosite doar la antrenamente                               |
| MAI-68  |         | Mine activate pe bază de presiune          | România | 120+120    | 120 cu disc și 120 fără disc. Folosite doar la antrenamente |
| MAI-6   |         | Mine activate pe bază de presiune          | România | 90         | Folosite doar la antrenamente                               |
| MAI-2   |         | Mine activate pe bază de fir de declanșare | România | 110        | Folosite doar la antrenamente                               |
| MSS     |         | Mine antipersonal                          | România | 120        | Folosite doar la antrenamente                               |
| MAT-62B |         | Mină anti-tanc                             | România | Necunoscut |                                                             |
| MAT-76  |         | Mină anti-tanc                             | România | Necunoscut |                                                             |

### Echipamente stocate
| Model  | Imagine | Tip                         | Origine           | Cantitate | Detalii |
| ------ | ------- | --------------------------- | ----------------- | --------- | --- |
| T-72   |         | Tanc principal de luptă     | Uniunea Sovietică | 30        | T-72M ; 28 tancuri (5 operationale, 23 necesită reparații) sunt de vânzare. |
| SU-100 |         | Tun antitanc autopropulsat  | Cehoslovacia      | 59        | |
| 2S1    |         | Obuzier autopropulsat 122mm | Uniunea Sovietică | 6         | În stoc din 2005 |
| Md. 89 |         | Obuzier autopropulsat 122mm | România           | 42        | Turelă 2S1 pe carcasă MLI-84. În stoc din 2005. |
| M 1993 |         | Obuzier de munte 98mm       | România           | 148       | Înlocuit cu mortierul M1982 120mm în 2004. |
| M82    |         | Obuzier de 130mm            | România           | 75        | 72 de piese de vânzare. Construit sub licență după obuzierul chinez Type 59-1, care la rândul său era o copie după obuzierul sovietic M-46. Romania a mai produs și obuzierul de munte de 76mm și un mortar de 120mm sub numele de M82. |
| ML-20  |         | Obuzier 152mm               | Uniunea Sovietică | 14        | |

## Scop
- Forțele Terestre reprezintă cea mai importantă componentă a Forțelor Armate Române și sunt destinate realizării de diferite acțiuni militare, cu caracter terestru sau aeromobil, în orice zonă sau direcție.[39]

- Forțele Terestre trebuie, în mod independent sau împreună cu alte categorii militare, să asigure desfășurarea operațiunii defensive sau ofensive, pentru capturare, distrugere sau invazie, fiind parte a structurilor militare naționale, multinaționale sau internaționale.[39]

- O parte dintre unitățile care compun actuala structură operațională a Forțelor Terestre, trebuie să fie capabilă să efectueze operațiuni militare în afara teritoriului național, împreună cu forțele militare internaționale.[39]

## Istoria

### Începuturile

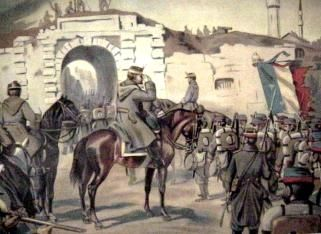
Regele Carol I conducând trupele sale în timpul bătăliei de Smârdan

Prima încercare de a crea o armată română a fost făcută de Gheorghe Magheru în timpul Revoluției din 1848; comandamentul acesteia era la Râureni (actualmente în județul Vâlcea). Cu toate acestea, Magheru a ordonat trupelor sale să rămână în cazarmă în cazul în care forțele otomane ar fi sosit în București pentru a opri revoluția.

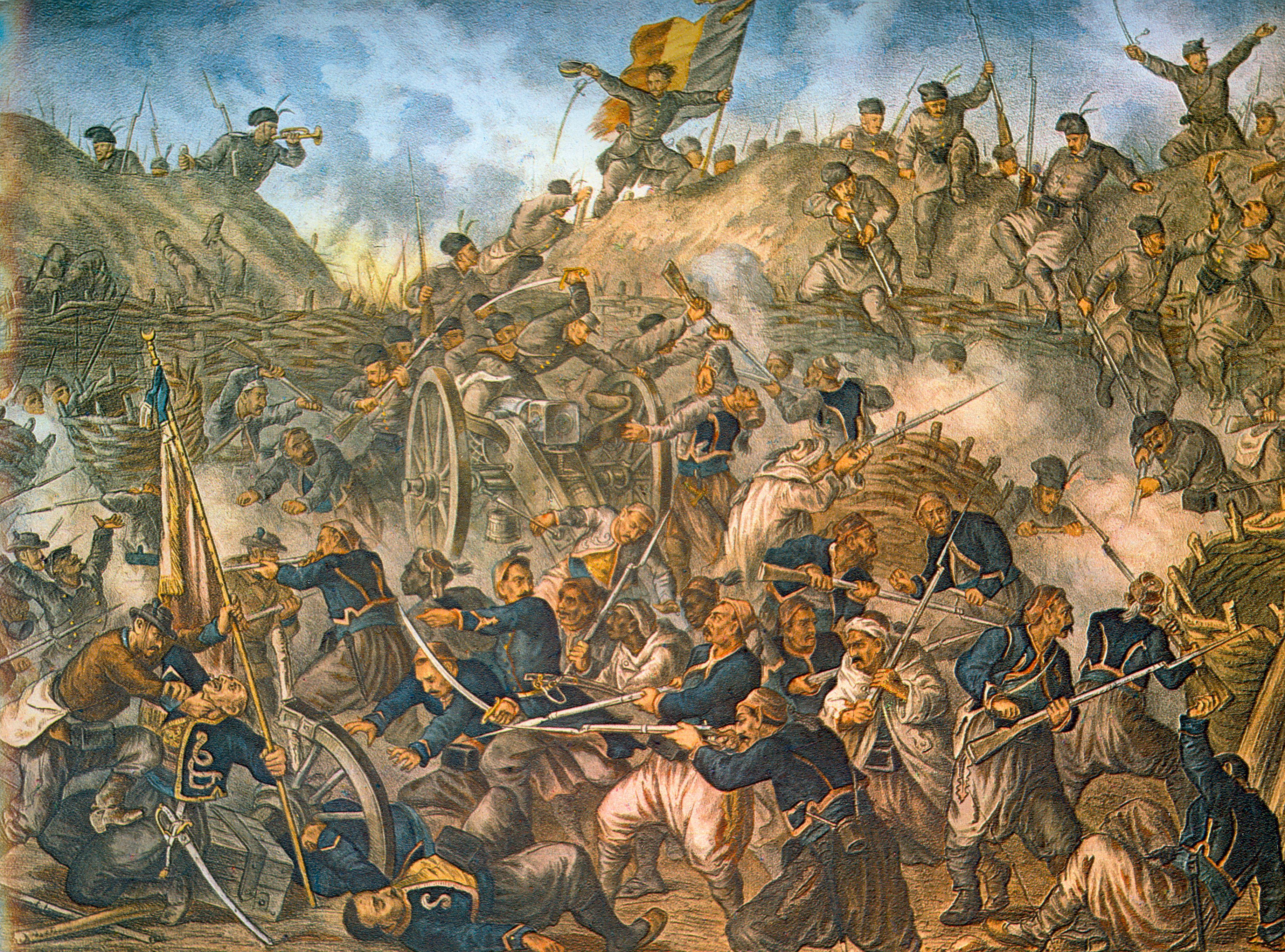
Trupele române la Grivița

Actualele Forțe Terestre Române s-au format în 1859, imediat după unirea Valahiei cu Moldova și au fost comandate de către Alexandru Ioan Cuza, Domnitor al României până la abdicarea lui în 1866. În 1877, la cererea Marelui Duce Nicolai Nicolaevici al Rusiei, armata română s-a unit cu forțele armate ruse, sub comanda Domnitorului român Carol (viitorul rege Carol I), luptând în Războiul de Independență al României. Românii au participat la bătălia de la Plevna și la alte mari bătălii. România a câștigat războiul, dar a avut circa 10000 de victime. Până la primul război mondial, armata română nu a mai avut alte acțiuni militare deosebite, cu excepția celor din cel de-al doilea Război Balcanic.
Informații suplimentare: Războiul de Independență al României

### Primul Război Mondial

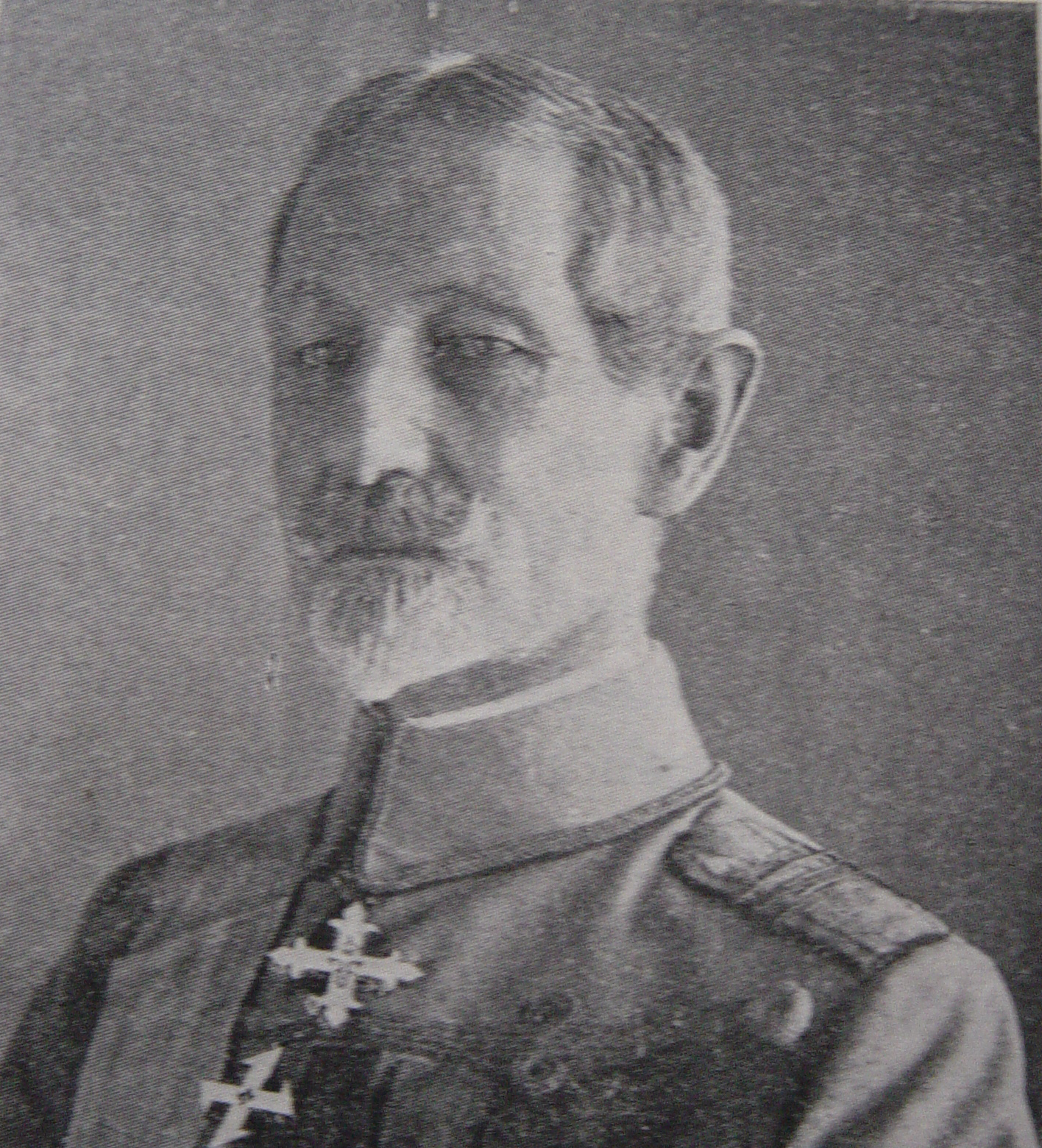
Alexandru Averescu

Pe 27 august 1916, România a declarat război Germaniei și Austro-Ungariei, ca urmare a succesului inițial al ofensivei Brusilov (o mare ofensivă rusă împotriva armatelor Puterilor Centrale pe Frontul de Est). Românii au intrat cu armatele în Transilvania (atunci parte a Imperiului austro-ungar), împreună cu forțele ruse. Cu toate acestea, forțele germane de sub comanda generalului Erich von Falkenhayn au răspuns la atac, în noiembrie 1916, oprind ofensiva trupelor române și ruse. Germanii au intrat adânc în România și au cucerit partea de sud a țării (Muntenia, inclusiv București) până la sfârșitul anului 1916. Forțele românești, condusă de către mareșalul Constantin Prezan, s-au retras în partea de nord-est a României (Moldova). În iulie și august 1917, Prezan, ajutat de viitorul mareșal, generalul Ion Antonescu, au oprit cu succes invazia germană, condusă de mareșalul August von Mackensen. Generalul Alexandru Averescu a condus a doua armată în victoriile din bătăliile de la Mărăști (22 iulie - 1 august 1917) și de la Mărășești (6 august - 8 septembrie 1917). Ca rezultat al Revoluției Ruse, România a fost în imposibilitate de a mai continua războiul cu forțe proprii, și a fost forțată să semneze Tratatul de la București cu Germania. Mai târziu, în 1919, Germania a acceptat articolul 259 din Tratatul de la Versailles , prin care a renunțat la toate avantajele prevăzute de Tratatul de la București, în 1918. După finalizarea cu succes a ofensivei aliate de la Salonic împotriva Bulgariei, România a re-intrat în război pe 10 noiembrie 1918, cu o zi înainte de terminarea acestuia în Occident.

### Al doilea Război Mondial

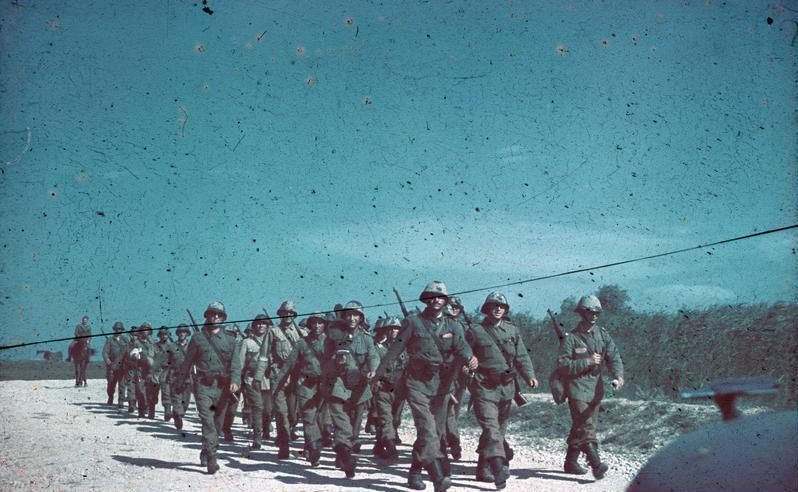
Trupe de infanterie în 1943.

După ce generalul (mai târziu mareșalul) Ion Antonescu a preluat puterea, în septembrie 1940, România a aderat la Pactul Tripartit cu Puterile Axei și, ulterior, în 1941, a luat parte la Operațiunea Barbarossa - o expediție de invadare a Uniunii Sovietice în Basarabia și în sudul Ucrainei, la care au participat armatele a treia și a patra române, în paralel cu forțele germane. Acest lucru a permis României anexarea teritoriilor de la est de Nistru. Trupele române au dus primele lor lupte majore la Odessa și Sevastopol, și au avansat în 1942, împreună cu alte forțe ale Axei, mai adânc în teritoriul sovietic în timpul Operațiunii Albastru.
Cel mai mare dezastru pentru forțele române de pe Frontul de Est a fost la Stalingrad; când sovieticii au contra-atacat în noiembrie 1942, forțele slab răspândite ale armatei a treia (desfășurate la nord de Stalingrad) și cele ale armatei a patra (desfășurate la sud de Stalingrad) au fost atacate de forțele superioare sovietice și a suferit pierderi combinate de peste 100.000 de persoane. Se estimează de către unii istorici ca totalul pierderilor umane suferite de forțele românești (uciși în acțiune, răniți și prizonieri de război), pe parcursul întregii lupte de la Stalingrad, între septembrie 1942 și februarie 1943, a depășit 200.000.
În perioada aprilie-mai 1944 forțele române conduse de generalul Mihai Racoviță, împreună cu elemente ale armatei germane, au fost responsabile pentru apărarea nordului României în timpul primei ofensive sovietice Chișinău-Iași, și au luat parte la luptele din Târgu Frumos. La sfârșitul lunii august 1944, Armata Roșie a intrat în estul României. Pe 23 august 1944, regele Mihai I l-a demis și arestat pe mareșalul Antonescu și a înființat un guvern pro-aliat format din comuniști și Frontul Plugarilor. S-a estimat că actul de la 23 august 1944 a scurtat al doilea război mondial cu circa șase luni. România a declarat război Germaniei naziste, prima și a patra armată luptând împotriva naziștilor. După eliminarea ultimelor resturi ale forțelor terestre germane din România, armata română a luat parte la Bătălia de la Budapesta și la Ofensiva Praga din mai 1945.

### Războiul Rece

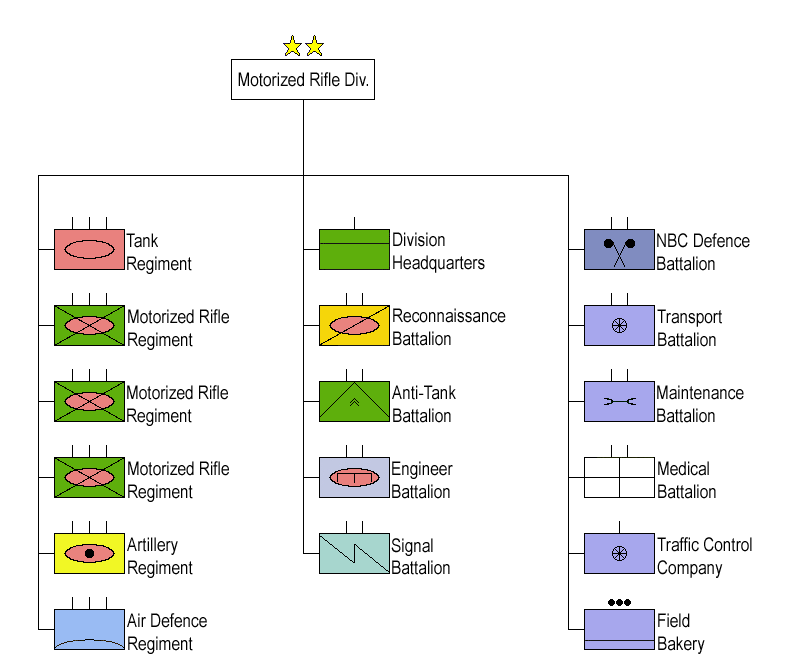
Organizarea Forțelor Terestre în perioada războiului rece.

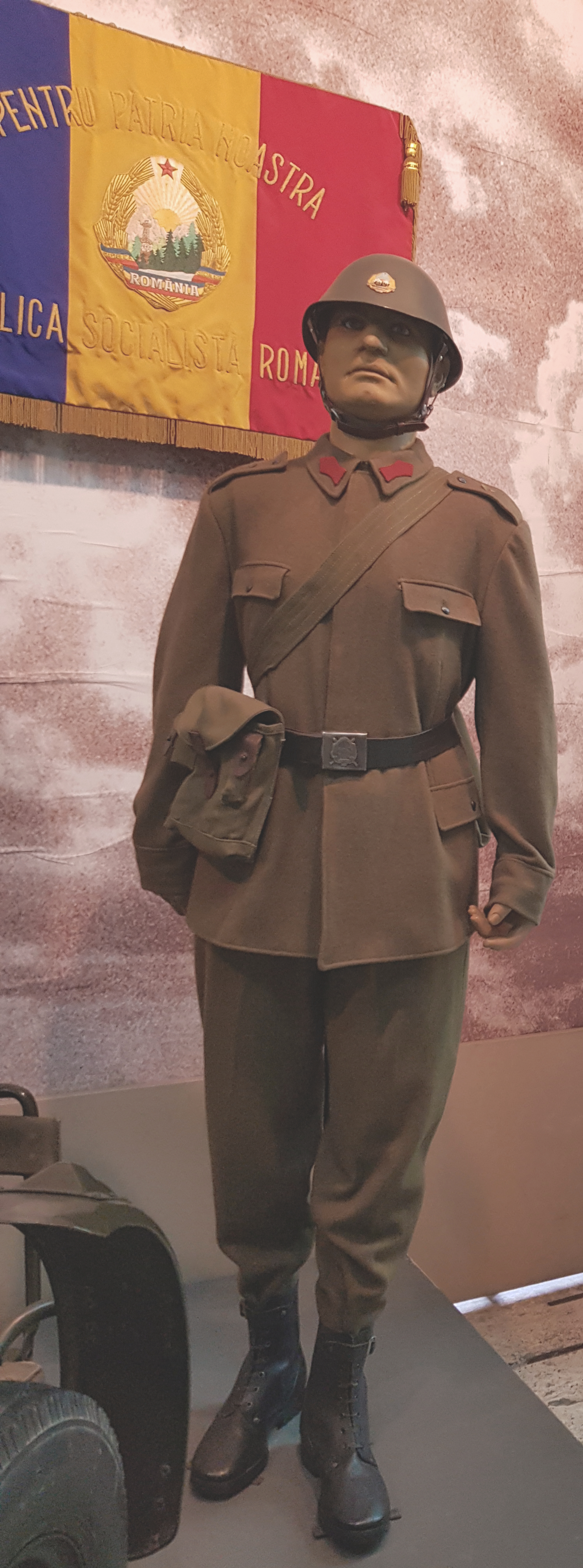
Uniformă de infanterist (1975).

Informații suplimentare: Ocupația sovietică a României
Ocupația sovietică a României a dus la o reorganizare a Armatei române sub supravegherea Armatei Roșii. La început, elementele pro-germane au fost eliminate din Forțele Armate Române. În 1944-45, s-au format două divizii de voluntari români, foști prizonieri de război, instruiți și îndoctrinați în Uniunea Sovietică în timpul războiului, pe lângă care au fost înrolați și activiști comuniști. Primele divizii au fost Divizia Tudor Vladimirescu (prima divizie de voluntari), sub comanda colonelului Nicolae Cambrea, și Divizia Horia, Cloșca și Crișan, sub comanda generalului Mihail Lascăr (care mai târziu a servit ca ministru al Apărării, din 1946 până în 1947). Aceste două unități au format nucleul din noua Armată română sub control sovietic. După ce puterea politică a fost acaparată de Partidul Comunist Român, au fost eliminați din armată peste 30% din ofițeri și subofițeri (de cele mai multe ori cu multă experiență militară, dar care erau considerați o potențială sursă de opoziție față de sovietizarea Armatei)..
După ce Partidul Comunist Român a obținut controlul politic al țării, sovietizarea armatei a început sub supravegherea noului ministru al Apărării, Emil Bodnăraș. Acest lucru implica copierea modelului sovietic de organizare militară și politică, și schimbarea doctrinei militare de ofensivă și de apărare (în contextul din România, integrarea în sistemul strategic sovietic de la începutul Războiului Rece).
În timpul anilor 1970, Forțele Terestre numărau 140.000 de persoane, din care două treimi erau rezerviști, iar țara a fost împărțită în trei mari regiuni militare: Cluj, Bacău, București (respectiv vest, est și sud). În timp de război forțele militare din fiecare regiune deveneau o armată de arme întrunite, cu comandamentele la Cluj-Napoca, Iași și București. În timpul celei mai serioase crize politico-militare din perioada războiului rece, respectiv cea cauzată de intervenția trupelor sovietice și a celor aliate acesteia în Cehoslovacia în vara anului 1968, România a fost prinsă pe picior greșit, forțele armate ale țării nefiind pregătite efectiv pentru a rezista cu minime șanse de reușită unei intervenții militare dinspre est, nord și vest. Ulterior crizei cehoslovace, conducerea statului a decis o reorganizare a forțelor militare ale țării, care să poată face față unei situații de criză similare. Pentru aceste motive, în anul 1980 Trupele de Uscat sunt reorganizate, fiind grupate acum în patru Comandamente de Armată: Cdm. Armatei 1 la București, Cdm. Armatei 2 la Buzău, Cdm. Armatei 3 la Craiova și Cdm. Armatei 4 la Cluj-Napoca. Trupele de uscat constau din opt divizii (de infanterie) mecanizate (1 - București, 2 - Craiova, 9 - Constanța, 10 - Iași, 11 - Oradea, 18 - Timișoara, 67 - Brăila și 81 - Dej) și două divizii de tancuri (Divizia 57 Tancuri - București și Divizia a 6-a Tancuri din Târgu Mureș), o brigadă de tancuri, patru brigăzi de vânători de munte și patru regimente de parașutiști. Diviziile (de infanterie) mecanizate erau organizate în manieră sovietică, cu trei regimente de infanterie motorizate, un regiment de tancuri și un regiment de artilerie, având circa 10.700 de soldați, 136 tancuri, 273 transportoare blindate, 18 autotunuri ușoare SU-76, 54 obuziere tractate cal.122mm. M-30, 12 lansatoare multiple de rachete, 18 aruncătoare de bombe cal.120mm. și un număr de camioane de transport. Aceste divizii erau cu mult mai slab echipate, atât în ce privește cantitatea cât și calitatea tehnicii de luptă, comparativ cu cele sovietice, est-germane, cehoslovace sau poloneze. Apărarea antiaeriană pentru fiecare armată consta din două regimente de artilerie antiaeriană și un batalion de rachete sol-aer (2K12 Kub), fiecare format din mai multe baterii. La finele anilor 1980 diviziile de tancuri includeau și câte un batalion de artilerie antitanc autopropulsată (pe autotunuri SU-100) și un divizion de lansatoare de proiectile reactive multiple. În 1989, în privința tehnicii (blindate) de tancuri, Trupele de uscat dispuneau de un număr de 2.715 tancuri active, dintre care 945 erau de tipul sovietic T-34-85 (datând din perioada celui de-al doilea război mondial sau în primii ani după), 790 erau de tipul T-55/-55A/-55AM (de producție sovietică, poloneză sau cehoslovacă), 415 erau modelul autohton TR-77-580, 535 erau modelul autohton îmbunătățit TR-85-800 și 30 erau de tipul T-72 "Ural-1"(de producție sovietică).    

### După comunism
La începutul anilor 1990, unele mari unități au fost desființate, iar multe echipamente au fost eliminate sau casate, datorită lipsei de fonduri. Toate Forțele Terestre a fost reorganizate, de la corpurile regionale militare și până la regimente și batalioane. La mijlocul anilor 1990, situația Forțelor Terestre era critică: bugetul militar era de trei ori mai mic decât în 1989 (636 de milioane de dolari), 50% din echipamente erau mai vechi de 30 de ani, iar 60% din vehiculele blindate și 85 % din unitățile de rachete erau neoperaționale. Din cauza lipsei de combustibil și de antrenament, nivelul de pregătire și capacitatea militară erau extrem de reduse (doar aproximativ 30%). Cu toate acestea, după 1996, Guvernul României a luat în serios acțiunea de reorganizare a forțelor armate: bugetul militar a crescut, iar echipamentele au fost modernizate.

## Organizarea din prezent

### Personal

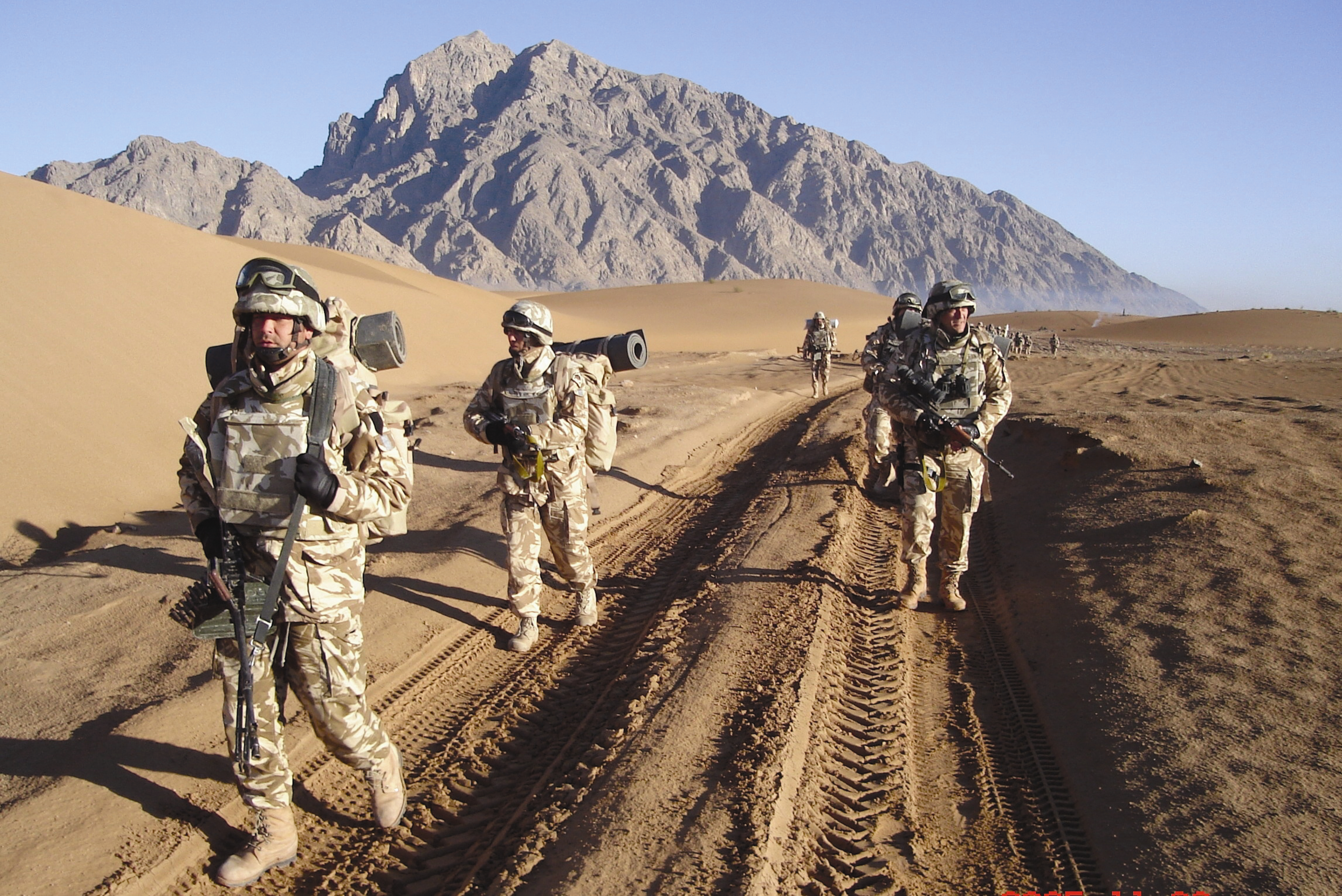
Trupe române în Afganistan în misiune de patrulare

Ca urmare a aderării României la NATO în 2004, a urmat o perioadă de pregătiri intensive pentru transformarea armatei într-o instituție profesionistă până în anul 2007, urmând a avea 90.000 de angajați, dintre care aproximativ 75.000 de militari și 15.000 civili. Dintre cei 75.000, circa 45.800 vor reprezenta forțele terestre.

### Modernizarea

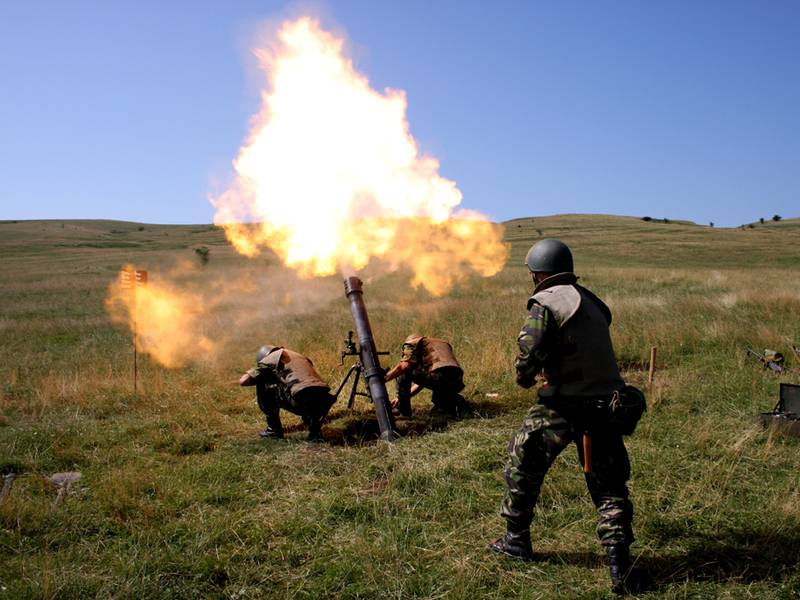
Soldați trăgând cu un mortier de 120 mm (făcut în România, Model 1982) în timpul exercițiului militar „Getica 2008”.

Modernizarea armatei române necesită, în următorii 10 ani, 13 miliarde euro, doar pentru programele mari de înzestrare, planificate atât pentru forțele aeriene, cât și pentru cele terestre și navale. În prezent, numărul total de efective participante la misiuni internaționale este de 1601. Momentan, sunt trupe române în Bosnia și Herțegovina, Kosovo și Irak.
Modernizarea armatei a fost planificată în trei faze, prima s-a finalizat în 2007 (reorganizarea sistemului de comandă, punerea în aplicare a serviciului militar voluntar), a doua se va finaliza în 2015 (integrarea operațională în NATO și UE), iar a treia se va finaliza in 2025 (integrarea tehnică totală în NATO și UE).
România a desființat serviciul militar obligatoriu la 23 octombrie 2006. Aceasta a luat naștere datorită unui amendament constituțional din 2003 care a permis Parlamentului să facă serviciul militar opțional. Parlamentul român a votat pentru eliminarea serviciului obligatoriu, în octombrie 2005.

## Echipament

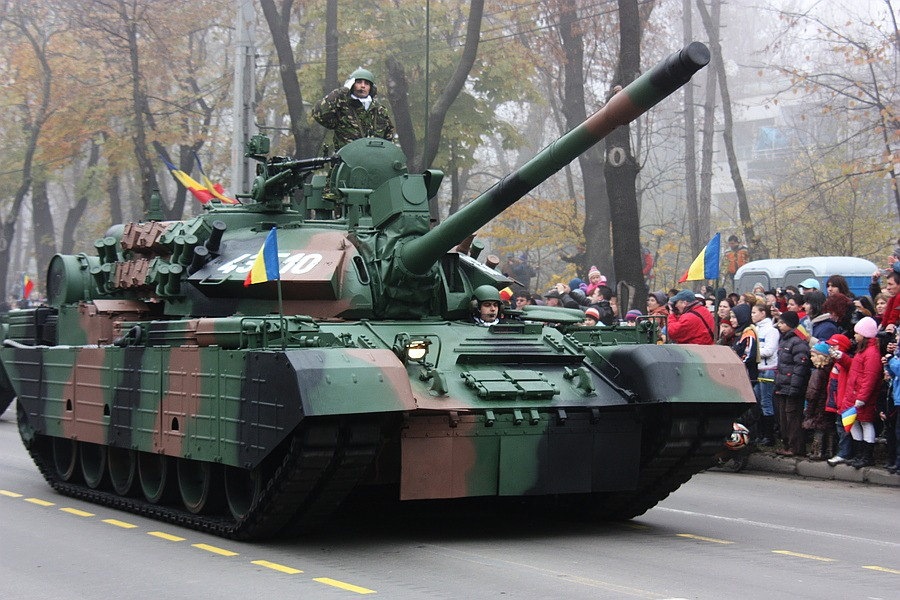
Un tanc TR-85M1.

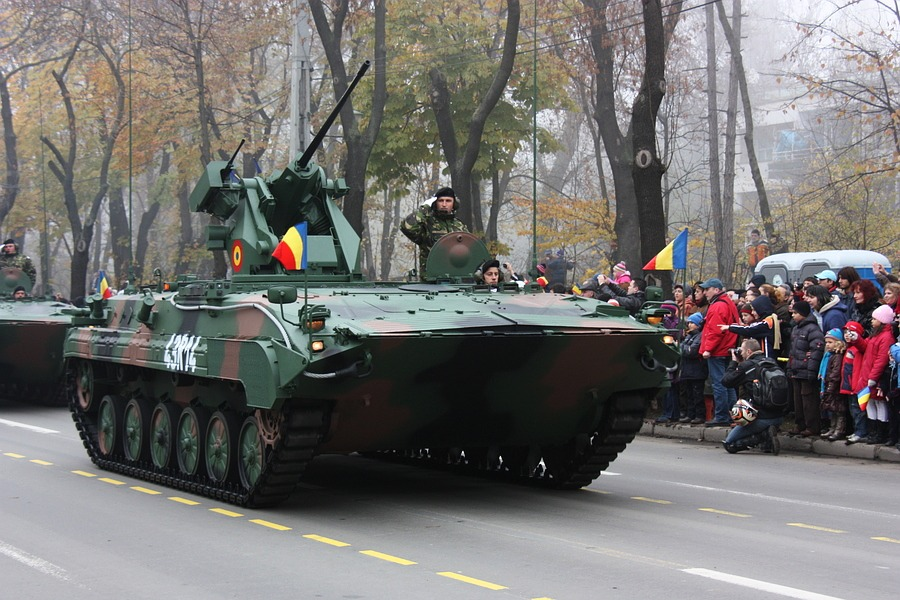
Mașina de luptă a infanteriei MLI-84M.

Armata României este dotată, potrivit datelor Ministerului Apărării Naționale, cu circa 1.100 de tancuri, peste 1.500 vehicule de luptă blindate, peste 1.300 unități de artilerie tractate și 188 sisteme lansatoare multiple de rachete.
Forțele Terestre Române și-au revizuit echipamentul în ultimii ani, prin înlocuirea acestuia cu unul mai modern. Tancul TR-85M1 „Bizonul” și mașina de luptă a infanteriei MLI-84 „Jderul” reprezintă cele mai moderne echipamente ale Forțelor Terestre Române. De asemenea, 36 de sisteme germane antiaeriene „Ghepard” au fost puse în funcțiune după 2004.
Forțele terestre au comandat în jur de 100 de Humvee-uri blindate de la Armata SUA; primele 8 au fost primite în decembrie 2006 și sunt folosite de poliția militară. 31 de Piranha III și 60 de URO VAMTAC au fost de asemenea comandate și au fost reconfigurate pentru a fi folosite în Afganistan din 2007.